# Antônio Gabriel de Paula Fonseca
Antônio Gabriel de Paula Fonseca (Diamantina, 10 de janeiro de 1821 — 1875) foi um político brasileiro.
Foi presidente da província do Espírito Santo, nomeado por carta imperial de 31 de maio de 1872, de 19 de junho a 17 de novembro de 1872.